# Даура
 Тази статия е за града в Нигерия.  За емирата вижте Даура (емират).  
Даура (на английски: Daura) е град в щата Катсина, северна Нигерия. Населението му е около 47 000 души (1991).
Разположен е на 474 m надморска височина в Сокотската равнина, на 78 km източно от град Катсина и на 9 km югозападно от границата с Нигер. Градът е смятан за духовен център на народа хауса и център на емирата Даура, една от седемте стари държави на хауса.

## Известни личности
Родени в Даури
- Мухамаду Бухари (р. 1942), офицер и политик